# Giovanni Battista Scrinzi di Montecroce
Giovanni Battista Scrinzi di Montecroce, v německých pramenech též uváděn jako Johann Baptist Scrinzi von Montecroce (13. srpna 1805 Ala – 5. února 1885 Terst), byl rakouský právník a politik italské národnosti z Rakouského přímoří, v 2. polovině 19. století poslanec Říšské rady.

## Biografie
Narodil se v Tyrolsku. Roku 1830 vystudoval práva a následně působil jako advokát v Terstu. Od konce roku 1848 zasedal v terstské obecní radě, v níž pak kromě krátké přestávky zasedal trvale. Byl prezidentem společnosti Società dell’Acquedotto di Aurisina, která se zasloužila o vyřešení problému se zásobováním vodou v Terstu. Podílel se na organizování Scuola Superiore di Commercio v Terstu a zasedal v četných místních veřejných a hospodářských korporacích. Roku 1849 mu byl udělen Řád Františka Josefa, roku 1857 Řád železné koruny. V roce 1858 byl povýšen na dědičného rytíře s přidomkem di Montecroce (podle místa, odkud začínal terstský vodovod). Roku 1879 byl pak povýšen na barona.
Jako člen obecní samosprávy v Tersku, která po roce 1861 zároveň fungovala coby Terstský zemský sněm, byl za toto město zvolen 26. února 1867 i do Říšské rady coby zástupce terstské vládnoucí Strany středu. Na mandát ve vídeňském parlamentu rezignoval v roce 1868. I v dobách rostoucího etnického napětí působil jako smířlivý politik, patřil k umírněným italským liberálům.
V roce 1871 byl jmenován doživotním členem Panské sněmovny (jmenovaná horní komora Říšské rady).
Zemřel v Terstu v únoru 1885.